# Friedrich Rehmer
Friedrich Rehmer (* 2. Juni 1921 in Berlin; † 13. Mai 1943 in Berlin-Plötzensee) war ein deutscher Widerstandskämpfer gegen den Nationalsozialismus.

## Leben

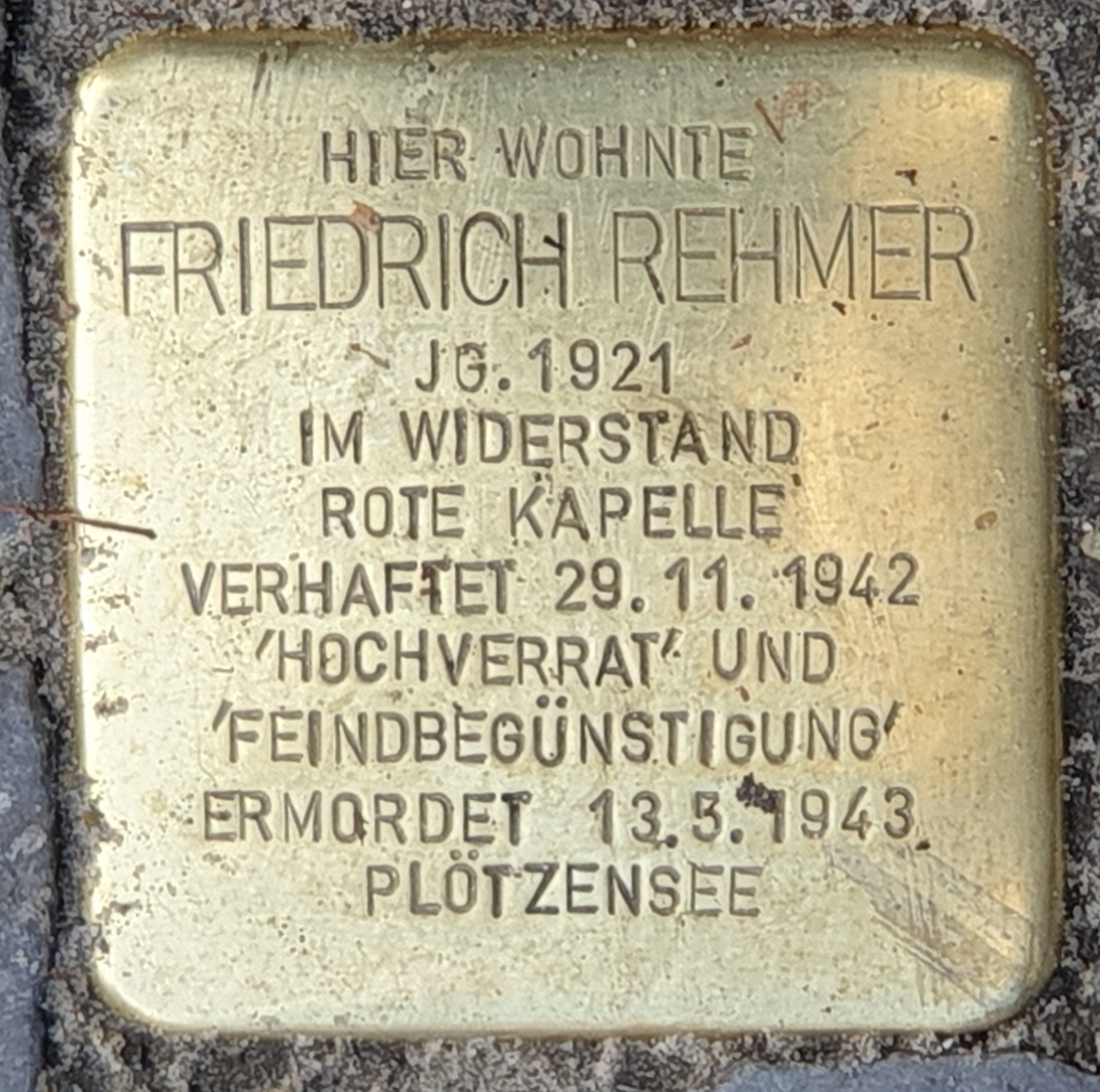
Stolperstein vor dem Haus, Harzer Straße 33, in Berlin-Neukölln

Friedrich Rehmer wurde als Sohn eines Schlossers geboren.
Er wuchs in Berlin-Neukölln in einer Arbeiterfamilie auf. Nach der Schule machte er eine Schlosserlehre und arbeitete als Justierer. Seit den späten 1930er Jahren gehörte er einer illegalen Jugendgruppe in der Tradition der dj.1.11 an und nahm vermutlich bis etwa 1942 an Treffen und Fahrten teil. Überlebende Freunde berichteten, dass er anarchistischen Gedankengängen nachgegangen sei.
Von 1938 bis 1940 besuchte er erfolgreich das Heilsche Abendgymnasium in Berlin-Schöneberg zur Vorbereitung auf das Abitur. Anschließend wurde er wegen seiner herausragenden Kenntnisse in Erdkunde und Geschichte dort als Aushilfslehrer beschäftigt. Aus gemeinsamen Schularbeiten bei seiner Mitschülerin Eva Rittmeister entwickelte sich unter Anleitung ihres Mannes, dem Psychoanalytiker Dr. John Rittmeister, ein oppositioneller Diskussionszirkel, dem auch Rehmers Verlobte Liane Berkowitz angehörte.
1941 wurde er zur Wehrmacht eingezogen und an der Ostfront mit einer Beinverletzung schwer verwundet. Er konnte deshalb an der Zettelklebeaktion seiner Freunde gegen die Propagandaausstellung „Sowjetparadies“ nicht teilnehmen. Im Zusammenhang mit der nach der Festnahme von Harro Schulze-Boysen erfolgten Verhaftungswelle wurde er im November 1942 im Lazarett Britz verhaftet und als Mitglied der Organisation Rote Kapelle am 18. Januar 1943 vom Reichskriegsgericht zum Tode verurteilt. Rehmer wurde durch Zeugenaussagen schwer belastet, die ihn der Wehrkraftzersetzung im Lazarett beschuldigten mit Aussagen wie „Der Krieg ist verloren“ und „Für die Verbrechen in der Sowjetunion müssen sich Deutsche noch in Jahrhunderten schämen“. Bis zum Jahr 2009 hatte dieses Urteil Bestand. Erst 67 Jahre später wurde es zum Unrechtsurteil erklärt und Friedrich Rehmer rehabilitiert und als Widerstandskämpfer gegen den Nationalsozialismus anerkannt.
Seine Verlobte Liane Berkowitz brachte in der Haft die gemeinsame Tochter Irina zur Welt, die im Oktober 1943 in einem Kinderheim in Eberswalde unter ungeklärten Umständen ums Leben kam.
Am 8. September 2022 wurde vor seinem ehemaligen Wohnort, Berlin-Neukölln, Harzer Straße 33, ein Stolperstein verlegt.